# Estreito de Tamaki
O estreito de Tamaki é um estreito na parte sul do golfo de Hauraki, perto de Auckland, Nova Zelândia.
O estreito separa a Ilha Norte da Ilha Waiheke a leste da cidade de Auckland.